# ノッティンガム・トレント大学
ノッティンガム・トレント大学（ノッティンガム・トレントだいがく、英: Nottingham Trent University、略称: NTU）は、イギリス、ノッティンガムにある国立大学。
その起源は1843年まで遡ることが出来る。トレント・ポリテクニック（のちのノッティンガム・ポリテクニック）として1970年に創立し、1992年に大学となった。イギリスの数多い大学の中でも最も規模が大きい学校のひとつで2万4千人の学生が学んでいる。
2007年、ガーディアンはNTUはイギリスにおいて、卒業生の雇用率がトップクラスであると述べている。 また、大学はアート&デザインやコミュニケーション、ビジネス、カルチュラル&メディアスタディーズ、ドラマ、ダンス&パフォーミングアーツ、英文学、また医学会やフランス語、法学において国際的に知られている。

## キャンパス

### 3つのキャンパス
シティーキャンパス　City Campus
ノッティンガムシティーセンターの北に位置し、法学、ソーシャルサイエンスやアート＆デザインなどの分野の科目を提供している。近年7000万ポンドを費やした大掛かりな開発により、大学の一番大きいニュートンと一番古いアークライトが現代的な”quadrangle”で結ばれた複合ビルが完成した。大学のファイナンシャル&オペレーションズチーフディレクターのステファン・ジャクソンは2006年に、このプロジェクトはNTUの国内外のダイナミックで先進的な教育機関としての評価を高める方向に向かっていくであろうと言っている。
クリフトンキャンパス　Clifton Campus
ノッティンガムの中心から4マイル離れており、人文学部・理学部・教育学部のホームキャンパスになっている。キャンパスは定期的なスチューデントバスのサービスによって行き来が可能。また3つの寮（ペヴァベル、Gervase、カレッジドライブ）も完備しており、様々なスポーツ施設やユニオンの“The Point”バーもある。
ブラッケンハーストキャンパス　Brackenhurst Campus
サウスウェル近郊に位置するブラッケンハーストキャンパスは動物学や環境化学のホームキャンパスとなっており、農業地や認可されたバーもある。キャンパスのメインホールであるBrackenhurst Hallはキャンパス内で最も古い建築物の一つであり、その歴史は1828年まで遡る。2020年にはラボラトリーや講義ホール、多目的教室を備えた"Lyth building"が完成。

### 大学の発展
シティーキャンパスは、2003年12月のノッティンガムエクスプレストランジット（NET）トラムの完成から利便性が高まった。トラムストップは丁度ブーツ・ライブラリーの外にある。これにより、ノッティンガムのメインの駅にダイレクトにアクセスできるようになった。また、大学はマイクロソフト社と共に、マイクロソフトアカデミーを立ち上げた。

## 歴史
- 1843年、ノッティンガム・ガヴァメント・スクール・オブ・デザイン　開校
- 1858年、コマース・スクエアへ移転
- 1865年、ウェイヴァリー・ビルディングへ移転
- 1881年　ユニヴァーシティ・カレッジ　創立
- 1941年 サウスシェアウッドストリートとシェイクスピアストリートにあるビクトリアンアークライト・ビルディングがノッティンガム・ブリッツ中、攻撃を受け、建物が部分的に破壊される。45人が死亡し、建物は数年後に再建された。
- 1945年、ノッティンガム・アンド・ディストリクト・テクニカルカレッジ 創立
- 1958年、ノッティンガム･リージョナルカレッジ･オブ･テクノロジー 創立
- 1959年、ノッティンガム･カレッジ･オブ･エデュケーション クリフトンに創立
- 1964年、ノッティンガム･リージョナル･カレッジ 公式に開校
- 1966年、ノッティンガム･カレッジ・オブ・アート&デザイン がリージョナル･カレッジと統合しポリテクニックになる
- 1970年、トレント・ポリテクニックがポリテクニック名を受ける
- 1975年、トレントがノッティンガム・カレッジ･オブ･エデュケーションとクリフトンにて合併
- 1988年　公式にノッティンガム・ポリテクニックの名前が認められる
- 1989年　ノッティンガム・ポリテクニック・ハイヤーエデュケーション・コーポレーション 設立
- 1992年　ノッティンガム・トレント大学　創設
- 2008年　正式にノッティンガム・トレント大学に1992年改名される

## 主な出身者
- Hazel Blears ／ヘーゼル・ブリアーズ　労働党・国会議員
- Ana Boulter ／アナ・ボルター　女優・プレゼンター
- Shane Cullinan
- Nick Easter ／ニック･イースター　プロラグビー選手
- Samson Kambalu ／サムソン・カンバル　アーティスト・作家
- Paul Kaye (Dennis Pennis)／ポール・ケイ（デニス・ペニス）俳優・コメディアン
- Tim Noble and Sue Webster　／ティム・ノーブル&スー・ウェブスター　アーティスト
- Christian O'Connell　／クリスチャン・オコーネル　ブロードキャスター
- Mike Parry ／マイク・パリー　ブロードキャスター
- Simon Starling ／サイモン・スターリング　ターナープライズ2005年受賞者
- Simon Taylor-Davis ／サイモン・テイラー＝デイビス　クラクソンズのギタリスト
- David Tress ／デイビス・トレス　アーティスト
- Nick Waplington ／ニック・ワプリントン　写真家・アーティスト
- Jonathan Glazer ／ジョナサン・グレイザー　映画監督・映像作家